# Václav Klán ml.
Václav Klán (* 7. září 1993) je bývalý český fotbalista.

## Život
Narodil se v Praze, kde také vystudoval Střední průmyslovou školu stavební v Dušní ulici. Byl profesionálním prvoligovým fotbalistou.
Po ukončení fotbalové kariéry se věnuje podnikání a realitám. 

## Fotbalová kariéra
Většinu své fotbalové kariéry prožil v Praze, kde vystřídal několik pražských klubů. Hrál za FK Bohemians Praha, FC Zbrojovka Brno, nebo FK Viktoria Žižkov V současnosti hraje za SK Uhelné sklady Praha. V roce 2016 se na hřišti objevil společně se svým bratrem Martinem v utkání druhé ligy mezi Viktorií Žižkov a Kolínem.